# Friedrich Krupp Germaniawerft
Friedrich Krupp Germaniawerft (stocznia „Germania” Friedricha Kruppa) – niemieckie przedsiębiorstwo stoczniowe w Gaarden-Ost, dzielnicy Kilonii, jedna z największych i najważniejszych stoczni budujących okręty dla Kaiserliche Marine podczas I wojny światowej oraz Kriegsmarine w trakcie II wojny światowej. Specjalizowała się w okrętach podwodnych, oprócz tego budowała także okręty innych klas, jak pancerniki, krążowniki oraz niszczyciele, oraz statki cywilne. Zniszczona w trakcie II wojny światowej, nie została po 1945 roku reaktywowana, jednakże w późnych latach 60. teren dawnej stoczni został nabyty przez Howaldtswerke-Deutsche Werft z przeznaczeniem na miejsce budowy okrętów podwodnych.

## Historia
Przedsiębiorstwo zostało założone pod nazwą Schiff und Maschinenbau Germania w 1882 roku, na terenie powstałej w 1867 roku dawnej stoczni Norddeutsche Schiffbau-Gesellschaft. W roku 1896 stocznia została wydzierżawiona przez koncern Friedrich Krupp AG z Essen na okres 25 lat. Zgodnie z warunkami kontraktu, Krupp uprawniony był do wprowadzenia takich zmian w stoczni, jakie uzna za konieczne; na rzecz Kruppa zastrzeżone zostało także prawo kupna stoczni, co nastąpiło 1 kwietnia 1902 roku, a przedsiębiorstwo przyjęło ostateczną nazwę Friedrich Krupp Germaniawerft (stocznia Germania).

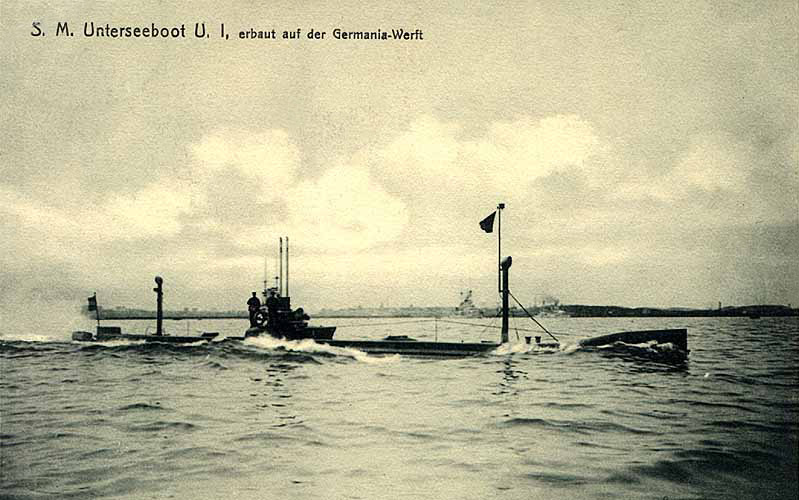
Wybudowany w Germaniawerft SM U-1 – pierwszy okręt podwodny wcielony do floty Niemiec

Dzięki kupnu zakładu przez koncern Kruppa, stocznia uzyskała wielomilionowe inwestycje, które pozwoliły jej na znaczną rozbudowę, powstanie wielkich pochylni i uzyskanie statusu największej i najlepiej wyposażonej stoczni w Niemczech, zdolnej do wykonania każdego zadania w zakresie budowy okrętów i statków. Wybudowane zostały cztery pochylnie o długości od 150 do 200 metrów, trzy o długości od 100 do 150 metrów oraz sześć krótszych. Germania nie była jednak wyposażona w doki. Umożliwiło to Germanii budowę pancerników, krążowników, kutrów torpedowych, a przede wszystkim jej specjalności – okrętów podwodnych.

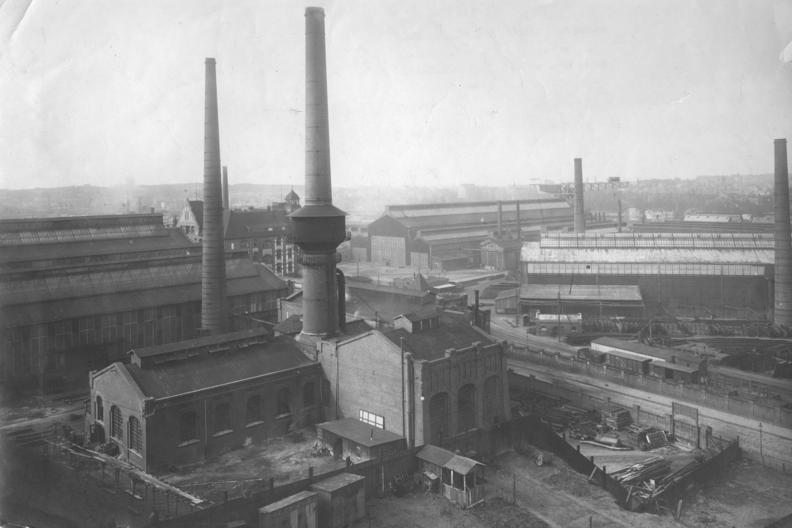
Widok stoczni od strony północno-wschodniej w roku 1921

Pierwszym okrętem podwodnym wybudowanym przez Germaniawerft był zwodowany w 1903 roku „Forelle”, który został sprzedany carskiej Rosji. Przedsiębiorstwo jednak rozpoczęło produkcję okrętów podwodnych na dużą skalę dzięki wykorzystaniu słabej ochrony patentowej wynalazków amerykańskiego wynalazcy i konstruktora, jednego z pionierów budowy okrętów podwodnych Simona Lake’a. Największym wkładem Lake’a było opracowanie działających sterów głębokości, które zostały wprzęgnięte w proces zanurzania okrętu, utrzymywania głębokości i wynurzania. Pierwsze okręty Lake’a nie zyskały uznania w oczach US Navy, ich plany zostały jednak sprzedane do Rosji i Austro-Węgier (typ U-1), Germaniawerft i jej główny konstruktor okrętów podwodnych Raimondo Lorenzo D'Equevilley-Montjustin bez zgody Lake’a wykorzystali uzyskane od niego w trakcie negocjacji licencyjnych plany i informacje do produkcji własnych pierwszych jednostek podwodnych (poza kontrolą Lake’a), sprzedawanych Rosji, Austro-Węgrom i Norwegii, a ostatecznie także niemieckiej Kaiserliche Marine.

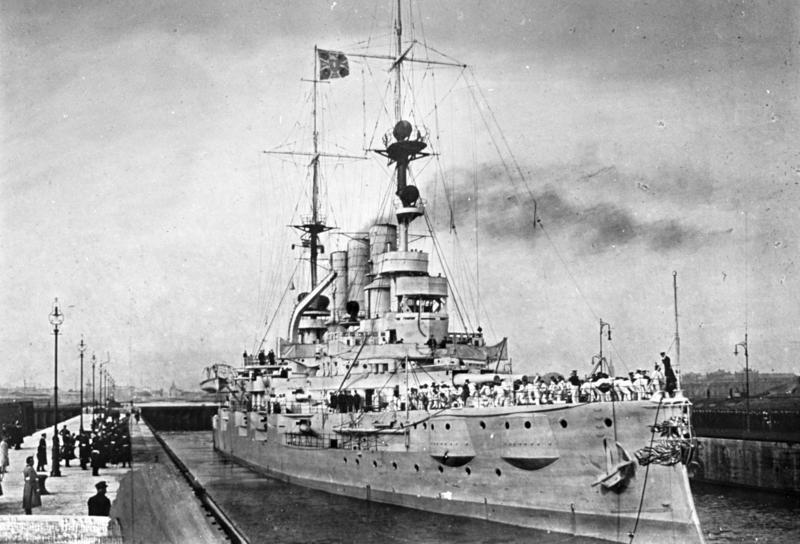
Zwodowany w Germaniawerft w 1904 roku pancernik „Deutschland”

Zerwanie przez Kruppa współpracy z obcokrajowcem D’Equevilleyem otworzyło Germaniawerft drogę do współpracy z marynarką wojenną Niemiec i szybki rozwój technologiczny poprzedzający wybuch I wojny światowej. Efektem był rozwój techniczny oraz wzrost w zakresie wielkości i zdolności bojowych nowych konstrukcji Germaniawerft. Rezultatem tego rozwoju był zwodowany 4 sierpnia 1906 roku pierwszy niemiecki U-Boot, który otrzymał oznaczenie U-1. Stocznia budowała następnie kolejne jednostki dla niemieckiej marynarki wojennej U-5, U-16 i U-23, a w konsekwencji bardzo udany typ U-31, stanowiący dzięki swojej prostocie, wytrzymałości i niezawodności, według niektórych opinii jeden z 5 kamieni milowych rozwoju konstrukcji okrętów podwodnych. Stocznia opracowała także i zwodowała sześć okrętów typu U-51, stanowiących pierwszy zestandaryzowany typ na potrzeby mobilizacji wojennej.

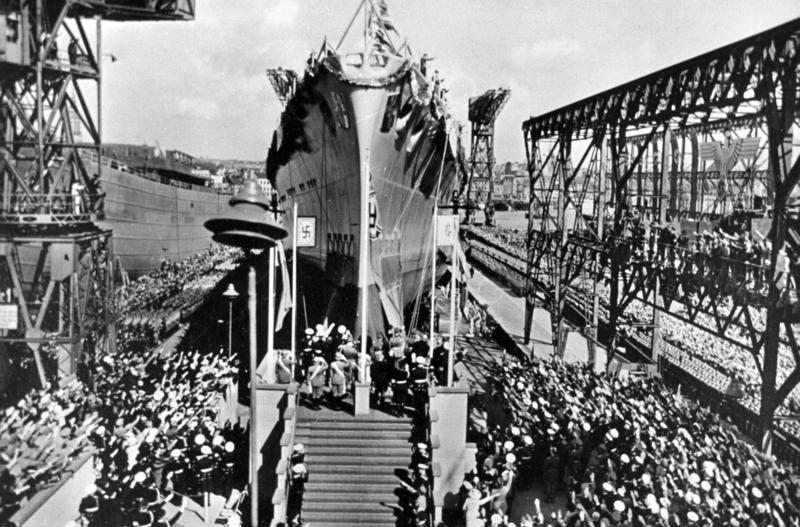
22 sierpnia 1938 roku, wodowanie ciężkiego krążownika „Prinz Eugen”

Przedsiębiorstwo budowało także statki komercyjne, duża ich liczba została zbudowana na zamówienie Norddeutscher Lloyd oraz HAPAG. Budowano także holowniki, parowozy, pogłębiarki i parowce. W przedsiębiorstwie produkowano ponadto turbiny, a także silniki okrętowe instalowane w jednostkach pływających jej produkcji. Najbardziej jednak odróżniał Germianię od innych niemieckich stoczni fakt, że nie została zbudowana w drodze ewolucyjnego rozwoju, lecz poprzez jednorazowy, wielomilionowy zastrzyk inwestycyjny koncernu Kruppa.

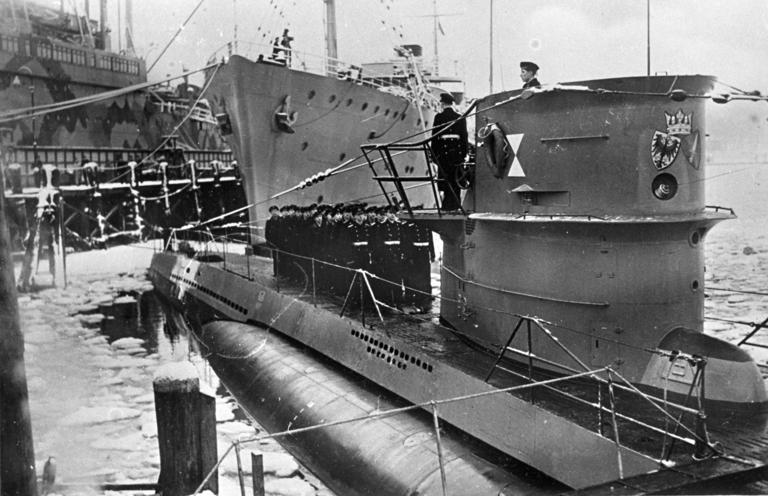
18 lutego 1941 roku. Wodowanie okrętu podwodnego U-203 typu VIIC

Wśród jednostek nawodnych zwodowanych dla niemieckiej marynarki wojennej we Friedrich Krupp Germaniawerft, znajdują się pancerniki „Wörth”, „Kaiser Wilhelm der Grosse”, „Zähringen”, „Braunschweig”, „Hessen”, „Deutschland”, „Schleswig-Holstein”, „Posen”, „Prinzregent Luitpold”, „Kronprinz Wilhelm”, „Sachsen”, krążowniki „Kaiserin Augusta”, „Karlsruhe” i „Prinz Eugen”, niszczyciele G 37, G 38, G 39, G 40, G 41, G 42 i G 85 oraz typów 1934 (Z9–Z13) i 1936 (Z37-Z39). Podstawowy produkt stoczni Germania stanowiły jednak okręty podwodne. Obok wcześniej wymienionych, do 1945 roku w stoczni tej wodowano okręty podwodne typów U-63, U-66, U-139, U-142, U-51, UB I, UB III, UC II, II, VII, X, XIV, XVII oraz XXIII, z czego 131 jednostek wybudowano w trakcie II wojny światowej. Ostatnim wybudowanym okrętem podwodnym był U-4714 typu XXIII, zwodowany 26 kwietnia 1945 roku, który nie zdążył jednak wejść do służby.
Znaczenie stoczni Germaniawerft dla niemieckiego wysiłku wojennego powodowało, że stocznia była w trakcie wojny przedmiotem bombardowań ze strony lotnictwa aliantów. Pod koniec wojny, w stoczni pracowało około 10 tys. pracowników, z czego 11% stanowili robotnicy przymusowi z krajów zajętych i okupowanych przez III Rzeszę. Po zajęciu Kilonii przez wojska koalicji antyhitlerowskiej, w znacznej mierze zrujnowaną stocznię zlikwidowano.